# Дмитрий Петров
Дмитрий Петров е руски телевизионен водещ и преводач.

## Биография
Петров е роден в Сталиногорск (днес Новомосковск), Тулска област, РСФСР, СССР на 16 юли 1958 г. Завършва преводачески факултет в Московския държавен педагогически институт за чужди езици „Морис Торез“.
Телевизионен водещ е на реалити-шоуто „Полиглот“ на телевизионния канал „Культура“ от 2012 г. Преподавател е в Московския държавен педагогически университет за чужди езици от 2015 г.